# Manheit Jakab
Manheit Jakab, Jacques Manheit, Jakob Manheit (Pest, 1859. március 6. – Budapest, 1918. december 16.) operaénekes (bariton), énektanár.

## Életútja
Manheit Adolf és Schwarz Mária fiaként született. 1878–79-ben a budapesti Színészeti Tanodában végzett el egy osztályt, 1880 ősze és 1882 között Bécsben tanult. Tanulmányai után Németországban Angelo Neumann társulatánál működött az 1880-as években. 1882. augusztus 31-én mutatkozott be sikerrel a Nemzeti Színházban az Afrikai nő Neluscojaként. Péterfy Jenő kritikájában így írt alakításáról:

„Ma Az afrikai nőben egy vendég, Mannheit J. úr [sic!] vendégszerepelt mint Nelusko. Erős, de még kissé érdes bariton hanggal bír, tisztán énekel, s ha még hangjával bánni jobban megtanul, igen elfogadható énekes lesz. Játékáról ezúttal nem szólhatunk, mert a »Neluskóknak« megvan az a privilégiumuk, hogy arcukat elfintoríthatják s minden lehetetlen mozdulatot megtehetnek. A vendég is élt e sztereotip szabadsággal.”

– Egyetértés. XVI. évf. 241. sz. (1882. szeptember 1.)

1883-ban az olmützi színház tagja, mikor Mahlert karmesternek kinevezik. Az egész társulat – elődei által jól előkészített – harcban állt a dirigenssel. Manheit a vezető baritonista, de még idős korában is rossz emlékei vannak erről az időszakról.
1885-ben már háromszor fellépett a pesti Operaházban. Négy év múlva az előzmények ellenére Gustav Mahler szerződtette a pályája végéhez közeledő, megkopott hangú énekest a társulathoz. 1889. szeptember 15-étől volt tag. A társulat négy baritonistája között meglehetősen népszerűtlen volt. Tagsága 1895. május 15-én szűnt meg. Elbocsátása után énekmester lett és nagyszámú tanítvánnyal dicsekedhetett. 1907 szeptemberétől az Országos Színészegyesület színésziskolájában tanított. A Schwartzer szanatóriumban hunyt el több hónapi betegség után idegrendszer-kimerülés következtében.
Neje Schüller Lujza operaénekesnő, elhunyt 1937. április 30-án Budapesten, 74 éves korában. Leánya: Andor Mária (1890–1968) német nyelvterületen működő színésznő. Fia: Manheit Ernő énektanár.

## Szerepei
- Georges Bizet: Carmen – Escamillo
- Gaetano Donizetti: Lammermoori Lucia – Lord Henry Ashton
- Erkel Ferenc: István király – Csanád vezér
- Erkel Sándor: Hazánk – Egy legény
- Friedrich von Flotow: Márta – Plumkett
- Goldmark Károly: Merlin – Démon
- Charles Gounod: Faust – Mefisztó; Valentin
- Ruggero Leoncavallo: Bajazzók – Tonio
- Heinrich Marschner: Templomos és zsidónő – Rotherwood Cedric lovag
- Giacomo Meyerbeer: Az afrikai nő – Nelusco
- Giacomo Meyerbeer: A hugenották – De Nevers gróf; Saint Bris gróf
- Giacomo Meyerbeer: Dinorah – Hoël
- Wolfgang Amadeus Mozart: Figaro lakodalma – Almaviva gróf
- Wolfgang Amadeus Mozart: Don Juan – Masetto
- Otto Nicolai: A windsori víg nők – Fluth
- Bedřich Smetana: Az eladott menyasszony – Krušina
- Ambroise Thomas: Mignon – Lothario
- Ambroise Thomas: Hamlet – Horatio
- Giuseppe Verdi: A trubadúr – Luna gróf
- Giuseppe Verdi: Rigoletto – címszerep
- Giuseppe Verdi: Álarcosbál – René
- Giuseppe Verdi: Aïda – Amonasro
- Richard Wagner: Tannhäuser...' – Wolfram von Eschenbach
- Richard Wagner: Lohengrin – A király hirdetője